# Федеральна служба розвідки (Швейцарія)
Федеральна служба розвідки Швейцарії, ФСР (нім. Nachrichtendienst des Bundes; фр. Service de renseignement de la Confédération, SRC) — головний орган розвідки Швейцарської Конфедерації, створений 1 січня 2010 р. шляхом злиття 
- Служби аналізу та попередження (нім. Zusammenführung des Dienstes für Analyse und Prävention) зі
- Службою стратегічної розвідки (нім. Strategischen Nachrichtendienstes).

Інформацією Федеральної розвідувальної служби користуються федеральні департаменти (міністерства) Швейцарії, зокрема:

- - Федеральний департамент оборони, цивільного захисту та спорту (DDPS);
  - Федеральний департаменту юстиції і поліції (FDJP);
  - Федеральний департамент закордонних справ (FDFA);
  - Федеральний департамент з економічних питань (FDEA).

Інформацію від ФСР (SRC) отримує також керівництво кантонів. ФСР підтримує контакти із понад 100 органами розвідки, поліції та службами безпеки в усьому світі.
Першим директором новоутвореної спецслужби став Маркус Зайлер, а спікером ФСР став Петер Міндер. 

## Завдання
Перелік завдань ФСР (SRC) визначений федеральним законом Швейцарії про сферу діяльності розвідслужби та її відповідальності:

1. веде збір інформації про інші країни в галузях, що представляють інтерес для безпеки Швейцарії;
2. виконує завдання розвідки, що стосуються внутрішньої безпеки країни, відповідно до закону;
3. забезпечує всебічну оцінку (аналіз) загроз ситуації.

ФСР (SRC) всередині країни виявляє загрози, пов'язані з тероризмом й розвідкою проти Швейцарії, з екстремізмом; і погрозами, що критично важливо брати під увагу в інформаційній інфраструктурі. За кордоном Швейцарії ФСР (SRC) веде збір інформації про тероризм, стан іноземних збройних сил, про оперативну діяльність збройних сил Швейцарії за кордоном, а також про поширення військових технологій і торгівлі зброєю.